# Sajpulla Absaidov
Sajpulla Atavovič Absaidov (rusky Сайпулла Атавович Абсаидов; * 14. července 1958 Tarki, Sovětský svaz) je bývalý sovětský zápasník, volnostylař kumyské národnosti.
V roce 1980 na olympijských hrách v Moskvě v kategorii do 68 kg vybojoval zlatou medaili. Ve stejném roce také vybojoval titul mistra Evropy, když o jednu příčku vylepšil své umístění z roku 1978. V roce 1981 vybojoval titul mistra světa.
V červenci 2009 nahradil na postu hlavního trenéra ázerbájdžánské volnostylařské reprezentace Magomedchana Aracilova.